# 아우토슈타트

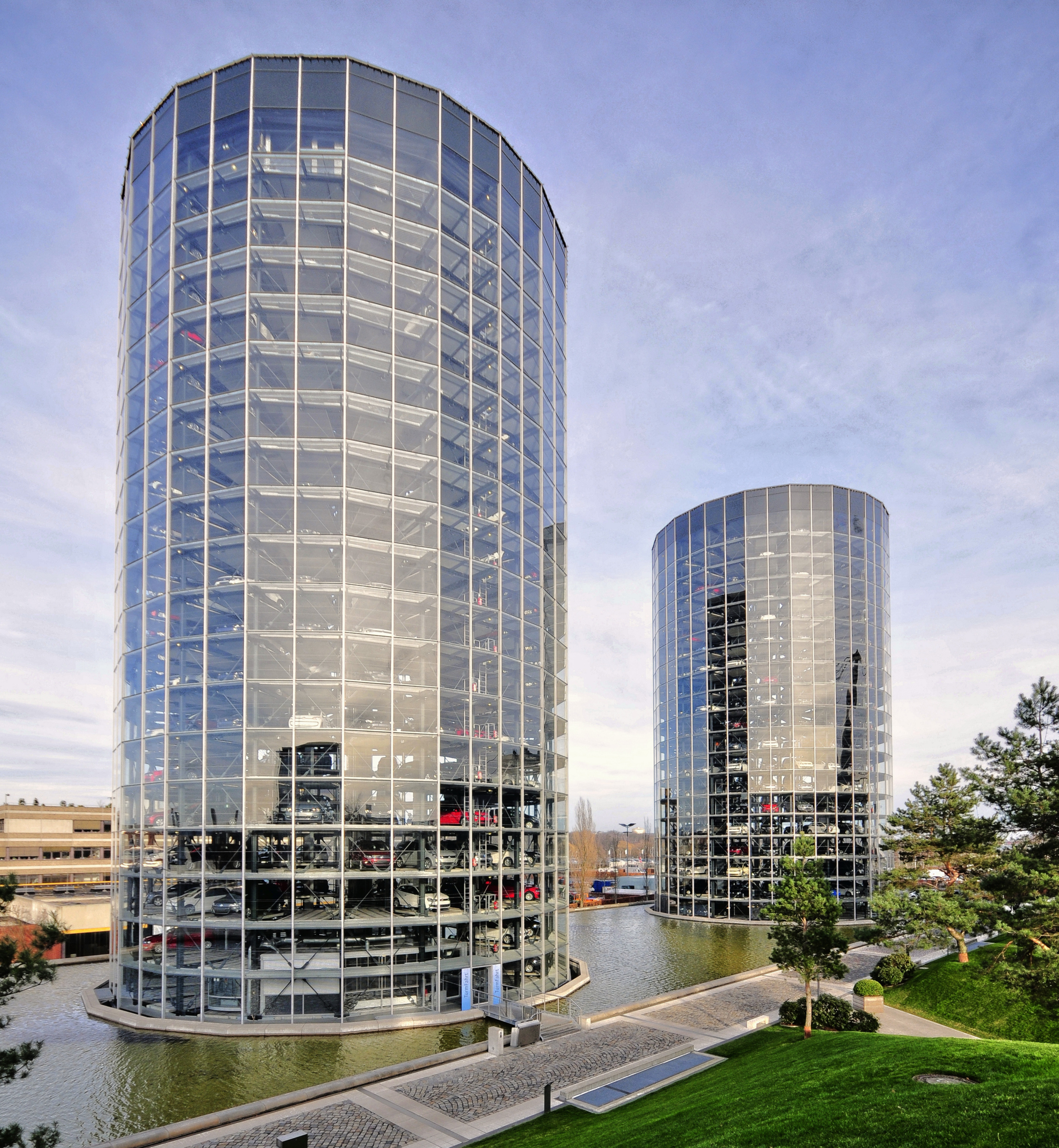

아우토슈타트(독일어: Autostadt)는 독일 제 1의 자동차도시인 볼프스부르크에 위치한 폭스바겐 사의 공장에 인접한 관광 명소이다. 이곳에는 폭스바겐 계열사의 주요 자동차 브랜드 등이 전시되어 있는 박물관과 고객센터가 자리해 있다. 이 센터엔 대형 영화관이 있다. 또한 이곳에선 고객들이 새로운 차를 구매할 수 있고, 커다란 공장 내부를 견학할 수도 있다. 견학 내용 중에는 폭스바겐이 걸어온 길을 소개하는 것도 있다. 또한 이곳은 세상에서 가장 큰 유리문과 가장 긴 선이 있는 곳이다. 그 선은 4마일(약 6.4km)의 길이로 볼프스부르크 바깥부터 시작해서 아우토슈타트를 휘돌아 농장의 끝까지 이어져있다.

## 역사
아우토슈타트는 폭스바겐 자동차의 생산 단계를 기록하고 2000년에 개최될 독일 하노버 엑스포에서 회사의 공정을 소개하기 위한 컨셉으로 1994년 처음 고안되었다. 1998년에는 폭스바겐 사의 볼프스부르크 연료 회사 부지 위에 독일의 ‘자동차 도시’로서의 아우토슈타트 건설이 기획되었다. 아우토슈타트의 위치는 자동차 공장과 인접한 것과 비슷하게 미텔란트 운하의 북쪽 둑 인근에 위치해 있다. 그 결과 400명 이상의 건축가들이 투입되어 볼프스부르크 시내 주변의 새로운 도심지로 탄생했다.
박물관 본관은 2000년 5월에 개장되었다. 그와 동시에 지금까지 창고에 보관되어 있던 유명한 차들이 대중들에게 공개되었다. 그 이후로 폭스바겐 사가 대략 8억 5천만 마르크(4억 3천 5백만 유로)를 이 프로젝트에 투자했다고 한다. 한편으로, 아우토슈타트는 또 다른 명소인 폭스바겐의 메인 공장 옆에 위치해 있다. 이 곳에서 사람들은 그들이 원하는 모든 폭스바겐 모델들을 고를 수 있으며, 그러한 고객의 요구에 맞춰 회사에서 차를 제작한다고 한다.

## 방문객과 명소
연간 약 2백만 명의 관광객이 아우토슈타트를 방문한다. 이 곳은 각 건물마다 초현대적인 특징을 지니고 있는 것으로 유명하다. 박물관과 언덕 사이에는 물이 흐르고 식물들로 뒤덮여 있다. 현대적 디자인은 박물관 내부에 국한된 것이 아니라 바깥의 벤치나 의자 등의 시설에도 적용되어 있다. 아우토슈타트를 가로지르는 미텔란트 운하 위에 놓인 다리 아래에 폭스바겐 투아렉 오프로드 차량을 위한 작은 트랙이 설치되어 있다. 방문객들은 자동차를 타기 위해 운전면허증을 제시해야 한다. 먼저, 가이드가 트랙 위에서 자동차의 특징과 능력에 대한 정보를 알려주기 위해 시범운행을 한다. 운행이 끝나면, 조수석에 앉은 가이드의 감독 하에 방문객이 트랙을 따라 운전할 수 있다. 다른 승객들은 뒷자리에 탈 수 있다. 트랙의 조형물에는 21º 경사의 언덕과 그 너머의 옆으로 기울어진 또다른 언덕, 물탱크, 길가 다리 밑에 위치한 모래구덩이, 통나무길, 그리고 한쪽 바퀴가 땅에서 떨어지게 하는 수많은 작은 둔덕들이 있다. 위 트랙의 운행가격은 35유로고, 티구안으로 탈 수 있는 다른 트랙의 운행가격은 25유로이다.(2013년 기준) 또한 폭스바겐 비틀 모양의 작은 전동차를 몰 수 있는 어린이들을 위한 미니 트랙도 있다. 아우토스타트에는 차를 디자인하는 소프트웨어를 포함해 다양한 종류의 멀티미디어 활동들과 장치들이 있다. 아우토스타트에는 각기 다른 연료들이 차를 움직일 때 어떤 장점들과 단점들을 가지고 있는지를 전시하는 공간이 있다.
독일에는 규모가 작은 영화들을 보여주는 두 개의 영화관이 있다. 그 중 하나는 영화관 고유의 목적에 맞게 지어진 넓은 공간의 건물 안에 있다. 주로 최초로 생산된 가솔린 자가용이나, 폭스바겐 같이 유명한 차량들이 사람들의 관심을 끈다. 아우토스타트에는 60미터 정도 되는 크기의 격납고 2개가 있는데 이는 새로 출시된 폭스바겐을 넣어두는 용도로 사용된다.
2개의 탑들은 700미터 정도의 지하터널을 통해 폭스바겐 공장과 연결된다. 차들이 탑에 도착하면, 차들은 약 초속 1.5미터의 속력으로 이동하여 옮겨지게 된다. 몇몇 유럽 국가에 있는 폭스바겐에서 차를 살 때(보조적인 브랜드가 아닌 주요 브랜드를 살 때에만) 차를 소비자가 차를 샀었던 차가 판매된 지역으로 보낼지, 아우토스타트로 보내어 그곳에서 차를 가져갈지는 소비자가 결정할 수 있다. 만약에 소비자가 후자를 선택했을 경우, 아우토스타트는 소비자가 자동화된 승강기를 통해 차가 격납고에서 나오는 것을 볼 수 있는 곳까지 올라가는 동안 고객에게 무료입장권과 식권, 그리고 다양한 이벤트를 제공한다. 차는 그 다음에 1미터도 주행하지 않은 상태, 즉 주행거리가 0인 상태로 고객에게 전달된다. 또한 아우토스타트에는 아우디를 예로 사용한 차의 디자인에 대한 정보를 제공해주는 상호작용을 하는 장치들이 있는 공간이 있다. 컴퓨터 소프트웨어를 통해 방문객들로 하여금 아우디 차량의 특징들을 이용해 그들만의 차를 고안해낼 수 있도록 해주고, 그것들을 이메일로 전송해주거나 그 공간 중앙에 있는 프린터를 통해 뽑아주기도 한다.

## 아우토슈타트의 전시관
아우토슈타트에는 자동차 제조에 헌신한 7개의 전시관이 있다.

### 폭스바겐의 생산과 개발(폭스바겐의 자동차박물관과 혼용하지 말 것)
폭스바겐의 생산과 자동차 개발을 보여주는 두 개의 전시관이 있다.
폭스바겐 개발 전시관은 아우토슈타트에 있는 모든 전시관 중에 가장 큰 규모이다. 전시관의 양은 원형이며, 모든 폭스바겐의 모델을 전시하고 관련 의류를 전시하는 층과 꼭대기에 위치해 있는 구형 자동차모델과 차량 부품들을 전시하는 2개의 층이 있다. 생산관은 가장 작지만 가장 최근에 지어진 전시관이다. 기존의 아우토스타트의 부지에 포함되지 않았다.

### Porsche
전시관은 둥근 형태이며, 인테리어 디자인은 단순하지만 우아하다. 방문자들은 전시관의 유일한 홀로 하강하는 곡선 복도를 통해 들어간다. Boxter, 911과 Panamera 3가지 모델이 전시되어 있다. 그들 뒤에는 역사상 가장 오랫동안 전시된 작은 차들과 바로 이전시대의 가장 큰 규모의 차들이 전시되어 있다. 전시된 자동차 옆에는, Porsche의 역사를 보여주는 이전 세대의 자동차들의 사진과 동영상이 있는 아이패드가 검은색 소파에 있다.

### 프리미엄 클럽 하우스(이전 Bentley)
Bentley의 전시관은 작은 언덕에 지어졌다. 대리석 지붕에 입구는 잔디로 덮인 마운드로 나뉜다. 출구는 전시관의 반대편에 위치해 있다. KSS Architects에 설계되었다. 전시관의 관람은 Bentely의 창업부터 자동차 생산에 이르는 다큐멘트를 양쪽 벽면에 영화로 보여주는 에스컬레이터와 함께 시작된다. 다양한 조명의 색상의 변화와 함께 순차적인 전시를 볼 수 있는 나선형의 산책로가 있다. 차량의 성능을 보여주는 다양한 비디오들이 보여지는 다양한 크기의 텔레비전이 위치해 있다. 그렇지만, Bentley관은 2008년에 Bugatti와 함께 프리미엄 클럽 하우스로 재편되었다. 전시에는 Bugatti Veyron의 특별한 크롬 마무리와 같은 모델로부터 각각의 엔진도 포함된다.

### Skoda
전시관은 금속 조각의 숫자로 구성되어 있다. Skoda 브랜드에서 생산되고 Skoda 역사상 생산된 적이 있는 모든 종류 자동차들의 작은 모델들이 예시로 나타난다. 다른 브랜드의 전시관처럼 그들의 승차감을 느낄 수 있다. 엔진의 성능, 가격과 연료 소비의 정보가 각각의 차 옆에 있다.

### Lamborghini
건물은 완전히 검은색이고 방문자들을 반기는 노란색 Lamborghini Murcielago의 문양이 부착된 벽이 나타난다. 쇼 동안, 자동차가 벽으로부터 사라지는 것이 나타나는 것을 감소시키기 이전까지 조명이 어두워지고 드라이아이스가 방에 넘쳐난다. 이 동안, 수직 플랫폼에 위치한 자동차들은 180도 회전하고 건물 밖에 위치한다.

### Audi
건물은 크고, 독특하게 “분야별 가이드”가 있다. 각 방문자들은 입구에 있는 벽면 터치스크린에 그들의 이름을 입력하고 사진을 찍어서 작동하는 작은 플라스틱 구를 얻는다. 그리고 전시관의 길을 따라서 그 구들은 현재의 부분과 같은 색상의 빛을 내고, 방문자들은 그들의 구를 반구로 눌러줌으로써 벽에 기술정보에 관한 영상이 시작된다. 방문자들은 R8을 포함하여 전시된 차량에 탑승 할 수 있다. 관광방문객들은 끝으로 받은 구를 반납한 뒤 입구에서 찍은 그들의 사진을 e-mail로 보내거나 SNS에 올릴 수 있다.

### SEAT
SEAT관은 물과 식물로 둘러싸여있는 가장 큰 전시관 중의 하나이다. 금속아치는 건물의 입구로 연결되는 다리의 입구에 위치해 있다. 입구의 천장은 유리이고 오른쪽 벽면은 전적으로 레드윙 거울로 구성되어있다. 유리케이스에 SEAT lbiza의 4세대가 전시되어 있다. 플랫폼은 돌아가면서 위치한다. 그 다음 방에는 모든 현재의 SEAT 모델이 전시 중이다. 계단은 반이층 수준의 거대한 컴퓨터화면과 레이싱 게임이 가능한 아이패드로 이끈다. 이는 마침내 금속 튜브위에 목재 다리로 구성된 출구로 이어진다. 이 다리는 건너는 동안 발자국과 SEAT의 캐스터네츠 SFX 스피커로 구성된 튜브와 상호작용한다.